# 遊戲平衡
游戏平衡是游戏设计中的一个分支，以改善玩家体验為目標，在游戏的难度和公平性之间建立平衡。游戏平衡包括调整游戏机制，例如獎罰和關卡，以创造符合预期的玩家体验。 

## 遊戲平衡的基本概念

### 運氣

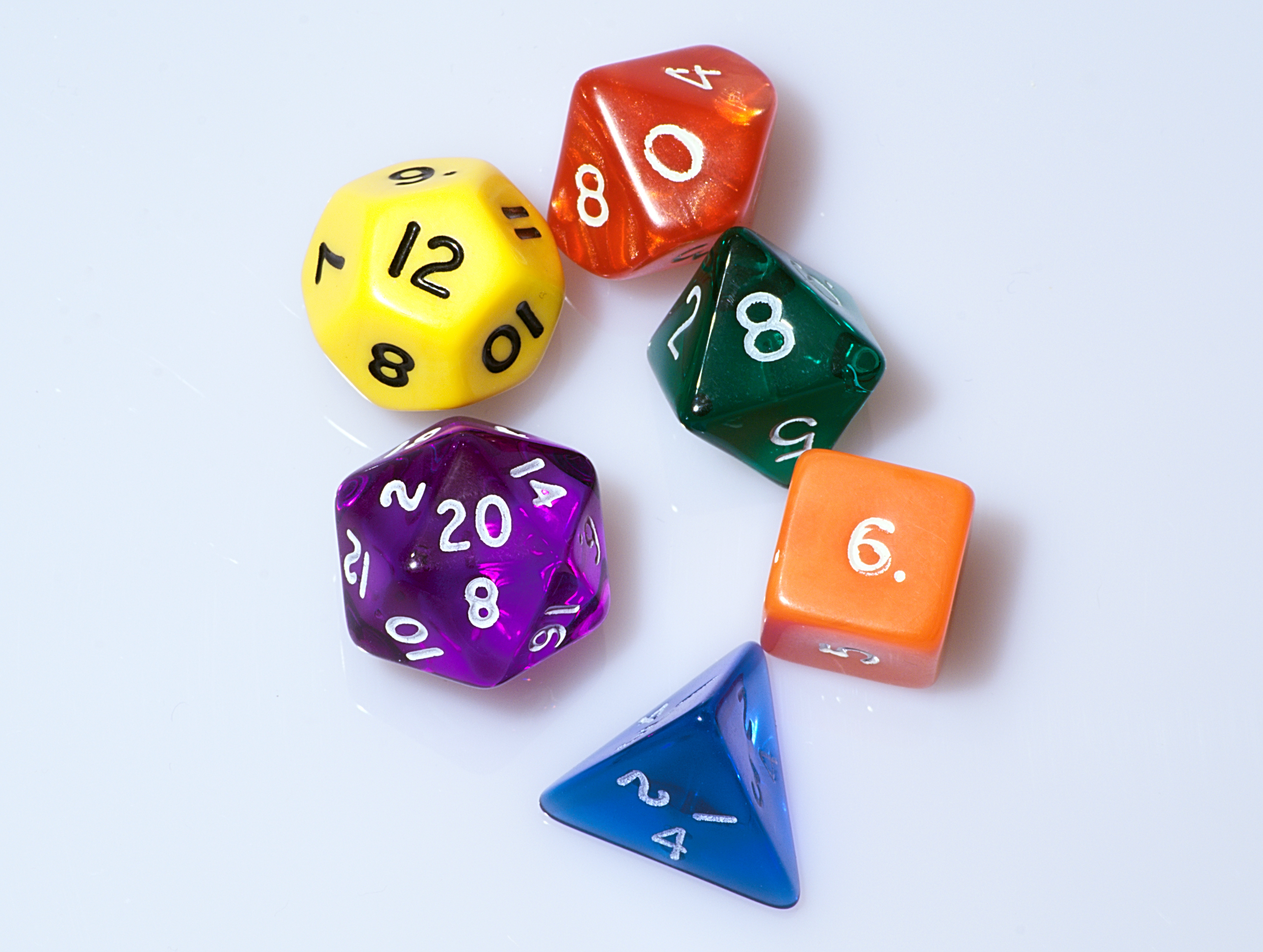
骰子为游戏增加了運氣元素

雖然技巧和運氣間的比例可以按目標人群調整，但最終結果上應該還是要技術佔多。人們把技巧和運氣看作相反，因為運氣可以讓較弱的玩家打敗較強的玩家。一般而言，建議設置多項微少隨機條件增加遊戲趣味，但重大效果依舊看玩家的操作。

### 奖励
每个玩家都希望获得奖励。随着游戏时長增加，提供的奖励力度应该越来越大。 它们给玩家一种達成成就的滿足感，并且可以促进玩家繼續遊玩。 奖励的神秘感使它们更受许多玩家的欢迎。 

### 難度等級

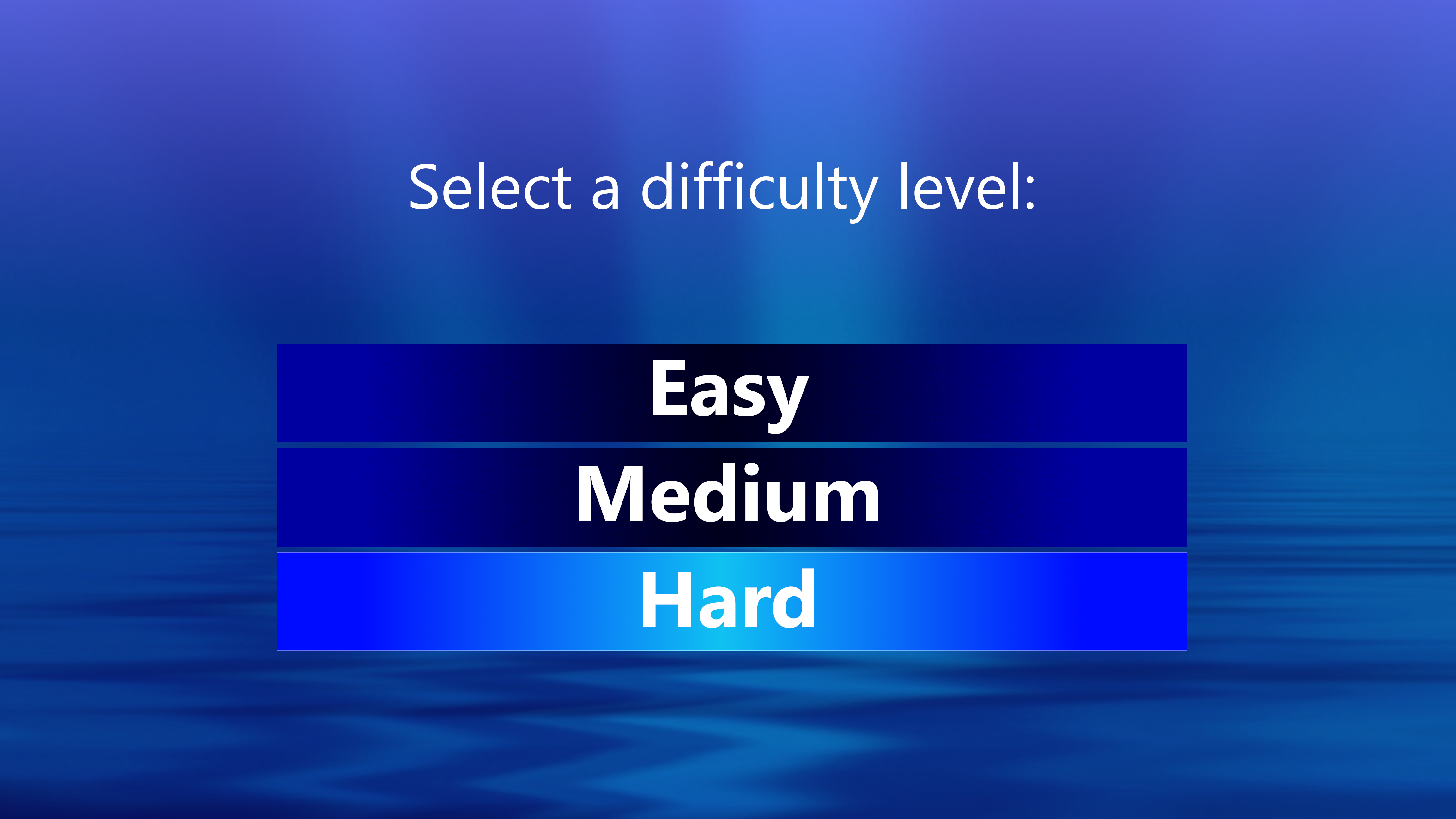
有些游戏会在游戏开始前让玩家选择难度级别

電子游戏通常允许玩家选择難度，玩家通常可以從“简单”、“普通”和“困难”中選擇，也可以在此以外設置更多難度等級。有时，整場游戏的难度在開頭設定後不能再更改，而在一些游戏中，它可以随时自由更改。一些遊戲例如地平線 黎明時分，也可能有一个名为“故事”的难度分級，适合想要专注于劇情而不是战斗的玩家。不同遊戲還會為這些難度等級設置貼合世界觀的名字，例如， 最後生還者在“困难”之上提供了两种设置，分别称为“生還者”和“絕地”難度。

### 遊戲主持者

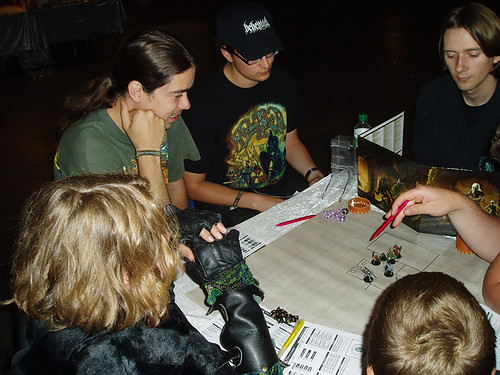
由人类遊戲主持者主持的游戏（右）

遊戲主持者擔任管理員角色，观察玩家并根据玩家的行为、情绪状态等调整游戏，甚至主动改变游戏的方向以創造出更好的玩家体验。
遊戲主持者通常是人类，但现在一些電子游戏以人工智能( AI ) 系统去達成相似的效果。这些系统通过输入的內容，推断玩家状态與能力，以調整遊戲。 一个著名的例子是求生之路及其续集求生之路2 ，这些合作游戏让玩家与成群的僵尸类生物战斗。这两款游戏都使用人工智能做判定。它不仅会生成随机事件，还会根据玩家的进度制造紧张和恐惧感，特别是通过更困难的挑战来惩罚不合作的玩家。 

### 分級和配對機制
避免遊戲失平衡的一個方法是按玩家水準分級排名。最理想狀況是透過分級和配對，讓對戰雙方的勝算都差不多。這有時還會考慮到外在因素，比如為手機玩家和電腦玩家分流，避免設備差異導致的條件不平衡。若應用得當，此機制可以令遊戲體驗大大增加；新手玩家不會遇到資深玩家，而較強的玩家也可以透過與其他能力相近玩家對戰，增強自身實力。